# バロッコ (企業)
バロッコ株式会社 (伊: Balocco S.p.A.) はフォッサーノに本社を置く、イタリアの焼き菓子専門の会社である。ピエモンテ州を代表する企業の一つである。

## 歴史
1927年にフォッサーノで焼き菓子（ペイストリー）を売る店をフレンチェスコ・アントニオ・バロッコ (Francesco Antonio Balocco) が始める。
1948年からは、パネットーネ、パンドーロ、イースターケーキ (colombe pasquali) 、ビスケットとウエハースの製造を行うようになる。
第二次世界大戦の後、製菓市場における成長が続くとともに、菓子の増産も続いたことから、1970年には生産工場の自動化が進められた。
90年代からは、アルド・バロッコ (Aldo Balocco) 、アレッサンドラ (Alessandra) とアルベルト (Alberto) ら息子たちに経営が引き継がれる。
製品はイタリア、フランス、ドイツ、スペイン、アルバニア、エジプト、アメリカを中心に67カ国で販売されている。
2010年6月2日、ジョルジョ・ナポリターノ大統領より、アルド・バロッコが労働騎士勲章(Cavaliere del Lavoro) を授与された。

## 宣伝広告
1975年にはテレビ番組 カロッセロ でバロッコ初の宣伝を行う。2008年からは俳優の コジモ・シニエリ を起用したイースターやクリスマス向け菓子のテレビCMをいくつか製作した。
2010年以降は、メディア露出戦略としてテレビやラジオにおける宣伝と同じくらいにスポンサーシップによる宣伝効果を重視するようになった。
1988年から1989年にかけてレッジーナの公式スポンサーとなる。これは、サッカーとの関わりを持つようになった始まりである。
それから21年後に、再びサッカーの公式スポンサーとして、ユヴェントスと2010年から2012年、さらに2013年にもスポンサーシップ契約を締結した。
2013年と2014年には自転車競技ジロ・デ・イタリアの個人賞であるマリア・ローザのスポンサーを務めた 。